# 11 gennaio
L'11 gennaio è l'11º giorno del calendario gregoriano. Mancano 354 giorni alla fine dell'anno (355 negli anni bisestili).

## Eventi
- 49 a.C. – Cesare varca il Rubicone
- 532 – Rivolta di Nika a Costantinopoli
- 1055 – Teodora viene incoronata imperatrice di Bisanzio
- 1158 – Vladislao II diventa re di Boemia
- 1571 – La nobiltà austriaca ottiene la libertà di religione
- 1693 – Terremoto del Val di Noto: la Sicilia orientale (soprattutto il Val di Noto) viene colpita da un terremoto che causerà circa 60.000 vittime
- 1787 – William Herschel scopre Titania e Oberon, due satelliti naturali di Urano
- 1805 – Viene creato il Territorio del Michigan
- 1822 – Fondazione della Cassa di Risparmio di Venezia, prima cassa di risparmio in Italia
- 1846 – Inaugurazione del ponte ferroviario di collegamento fra Venezia e la terraferma
- 1861 – L'Alabama e la Georgia secedono dagli Stati Uniti d'America
- 1863 – Guerra di secessione americana, battaglia di Arkansas Post: il generale unionista John Alexander McClernand e l'ammiraglio David Porter strappano alla Confederazione il fiume Arkansas
- 1867 – Benito Juárez ridiventa presidente del Messico
- 1879 – Inizia la guerra anglo-zulu
- 1881 – Teatro alla Scala, Milano: va in scena la prima di Ballo Excelsior
- 1908 – Viene creato il Grand Canyon National Monument
- 1914 – Viene fondata la Reggina con il nome di "Unione Sportiva Reggio Calabria"
- 1919
  - Al Teatro alla Scala di Milano un gruppo composto da arditi e futuristi guidati da Benito Mussolini e Filippo Tommaso Marinetti contesta, durante un discorso pubblico, l'ex ministro socialista Leonida Bissolati impedendogli di parlare. La contestazione non venne ostacolata dalle forze dell'ordine presenti
  - La Romania annette la Transilvania nei confini nazionali
- 1922 – Primo utilizzo dell'insulina per trattare il diabete in un paziente umano
- 1923 – Truppe francesi e belghe occupano la regione della Ruhr per costringere la Germania a pagare le riparazioni di guerra
- 1935 – Amelia Earhart è la prima donna a volare in solitaria dalle Hawaii alla California
- 1942
  - L'Impero giapponese dichiara guerra ai Paesi Bassi e invade le Indie orientali olandesi
  - I giapponesi conquistano Kuala Lumpur
- 1943 – Gli Stati Uniti d'America e il Regno Unito cedono i diritti territoriali sulla Cina
- 1944 – Verona: fucilazione di Galeazzo Ciano, Emilio De Bono, Luciano Gottardi, Giovanni Marinelli e Carlo Pareschi, condannati a morte per aver sfiduciato Mussolini nella seduta del Gran consiglio del 25 luglio 1943
- 1946
  - Enver Hoxha fonda la Repubblica Popolare d'Albania e ne diviene il presidente
  - Le ceneri di Porfirio Barba-Jacob ritornano in Colombia
- 1947 – Scissione a Palazzo Barberini dal PSI dell'ala riformista guidata da Giuseppe Saragat e fondazione del Partito Socialista Democratico Italiano
- 1948 – L'Eccidio di Mogadiscio: nella capitale somala, decine di italiani rimasti a vivere nell'ex-colonia italiana vennero trucidati in un'imprevista esplosione di violenza da parte dei somali
- 1955 – Fondazione della Autobianchi
- 1963 – Con l'uscita di Please Please Me i Beatles si fanno conoscere su scala nazionale
- 1972 – Il Pakistan orientale diventa Bangladesh
- 1973 – Inizia il processo agli "scassinatori" del Watergate
- 1977 – Cade il campanile di Faè (Oderzo) per le conseguenze del Terremoto in Friuli del 6 maggio 1976
- 1980
  - Nigel Short, 14 anni, è il più giovane giocatore di scacchi a ottenere il titolo di maestro internazionale
  - In Spagna ottengono l'autonomia la Catalogna e i Paesi Baschi
- 1990 – 300'000 persone manifestano in favore dell'indipendenza della Lituania
- 1991 –
  - Il Congresso statunitense autorizza l'intervento militare di attacco nei confronti dell'Iraq nella Guerra del Golfo
  - In Lituania, inizia la serie di tre giornate di protesta nota come eventi di gennaio che vede contrapposti i manifestanti indipendentisti e i sovietici che tentano di ripristinare la propria autorità sul territorio baltico
- 1992 – Paul Simon è il primo artista famoso ad andare in tour in Sudafrica dopo la fine del boicottaggio culturale
- 1994 – Il governo irlandese annuncia la fine del Broadcasting Ban nei confronti di IRA e Sinn Féin
- 1996 – Haiti diventa un membro della Convenzione di Berna sul diritto d'autore
- 1996 - Il piccolo Giuseppe Di Matteo, figlio del pentito Santino di Matteo, viene ucciso da esponenti mafiosi
- 2002 – Il governo degli Stati Uniti d'America apre un campo di prigionia nella base della Baia di Guantánamo per detenere prigionieri con l'accusa di terrorismo

## Nati
Ci sono circa 1 200 voci su persone nate l'11 gennaio; vedi la pagina Nati l'11 gennaio per un elenco descrittivo o la categoria Nati l'11 gennaio per un indice alfabetico.

## Morti
Ci sono circa 570 voci su persone morte l'11 gennaio; vedi la pagina Morti l'11 gennaio per un elenco descrittivo o la categoria Morti l'11 gennaio per un indice alfabetico.

## Feste e ricorrenze

### Civili
Nazionali:
- Albania – Festa della Repubblica (1946)
- Nepal – Giorno dell'Unità

### Religiose
Cristianesimo:
- Sant'Alessandro di Fermo, vescovo
- Sant'Anastasio, monaco
- Sant'Aspasio, vescovo in Gallia
- San Davide I di Scozia, re
- Sant'Igino, papa
- San Leucio d'Alessandria, vescovo di Brindisi
- Santa Liberata, vergine e martire
- Santa Luminosa di Pavia, vergine
- Sant'Onorata di Pavia, vergine
- Sant'Ortensio, vescovo
- San Paolino II, patriarca di Aquileia
- San Pietro Balsamo, martire
- San Palemone eremita
- San Salvio, martire
- San Senatro, monaco
- Santa Speciosa di Pavia, vergine
- San Teodosio il Cenobiarca, cenobiarca
- San Tipasio di Tigava, martire
- San Tommaso da Cori, sacerdote
- San Vitale da Gaza, monaco
- Beata Ana María Janer Anglarill, fondatrice delle Suore della Sacra Famiglia di Urgell
- Beato Bernardino Scammacca, religioso domenicano
- Beato Franciszek Rogaczewski, sacerdote e martire
- Beato William Carter, martire

Religione romana antica e moderna:
- Carmentalia, primo giorno
- Iuturnalia
- Amburbium